# Monsterfladdermöss
Monsterfladdermöss är ett kryptozoologiskt fenomen som förekommer i bland annat östeuropeisk mytologi. I vissa utföranden kan monsterfladdermusen anta mänsklig form (se Greve Dracula). Detta utförande har populariserats i många filmer och böcker under främst 1900-talet.
Gemensamt för alla monsterfladdermöss är att de lever på att suga blod från människor.